# Eugène d'Autriche-Teschen
Eugène d'Autriche-Teschen, né le 21 mai 1863 à Židlochovice et mort le 30 décembre 1954 à Merano, est un archiduc d'Autriche. Il est le fils cadet de Charles-Ferdinand d'Autriche-Teschen et d'Élisabeth de Habsbourg-Hongrie.
Il est un des neveux de Marie-Henriette, reine des Belges. En 1879, sa sœur Marie-Christine épouse le roi Alphonse XII d'Espagne. Elle assume la régence de 1885 à 1902.
De 1894 à 1923, l'archiduc Eugène est le dernier grand maître civil de l'ordre Teutonique. Pendant son règne, l'ordre sera transformé en un ordre religieux. Il est nommé Feldmarschall en 1916 et est commandant du front sud-ouest pendant la Première Guerre mondiale.

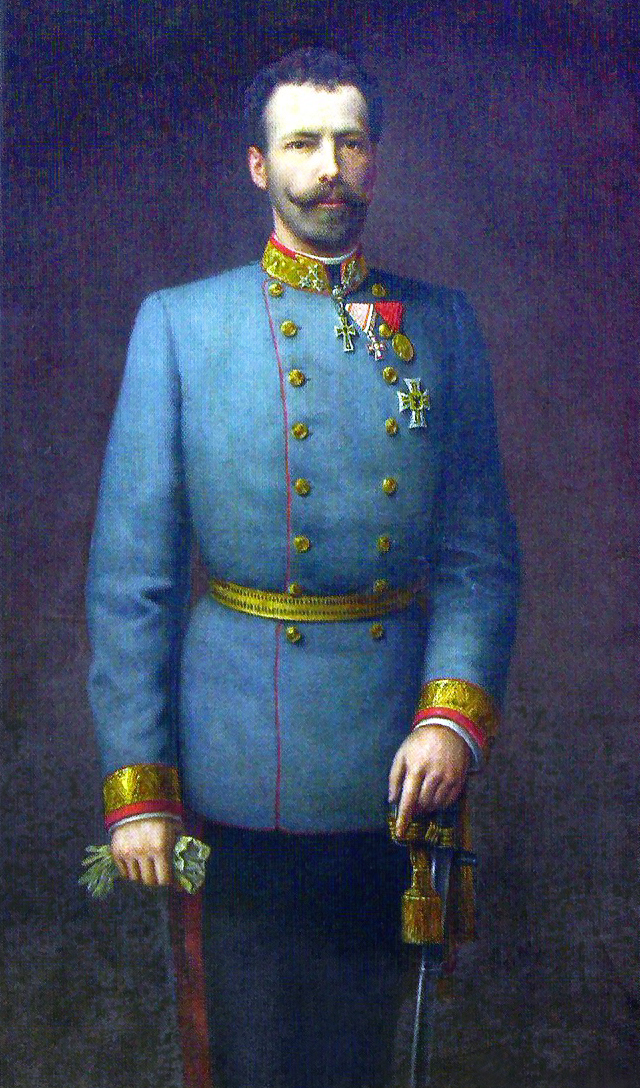
L'archiduc Eugène d'Autriche
(1902).

Comme l'archiduc Eugène est un membre de la maison impériale, il reçoit en 1906 la première plaque d'immatriculation de l'Autriche-Hongrie, le A 1.

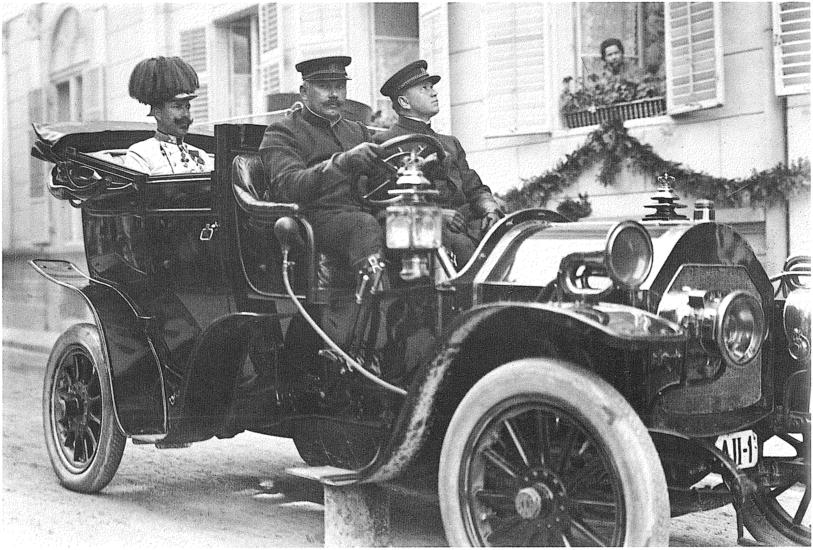
L'archiduc Eugène (en arrière) dans sa voiture à Ischl.